# Eurico de Freitas
Eurico Teixeira de Freitas (ur. 21 maja 1902 w Rio de Janeiro, zm. 19 września 1991 tamże) – brazylijski lekkoatleta specjalizujący się w skokach: o tyczce, wzwyż oraz w dal, a także w biegach płotkarskich.
Podczas igrzysk olimpijskich w Paryżu (1924) odpadł w eliminacjach skoku o tyczce (11. lokata z wynikiem 3,40).
Trzykrotny rekordzista kraju w biegu na 110 metrów przez płotki:
- 18,0 (15 listopada 1919, São Paulo)[2]
- 17,8 (15 maja 1921, Santos)[2]
- 17,4 (15 maja 1921, Santos)[2]

Rekordzista kraju w biegu na 400 metrów przez płotki:
- 1:00,3 (8 lipca 1923, São Paulo)[3]

Trzykrotny rekordzista kraju w skoku wzwyż:
- 1,61 (11 stycznia 1920, Santos)[4]
- 1,72 (14 listopada 1920, São Paulo)[4]
- 1,815 (18 grudnia 1921, São Paulo)[4]

Siedmiokrotny rekordzista kraju w skoku o tyczce:
- 2,675 (14 lipca 1919, São Paulo)[5]
- 3,00 (1 sierpnia 1919, São Paulo)[5]
- 3,135 (1 sierpnia 1919, São Paulo)[5]
- 3,15 (19 października 1919, Santos)[5]
- 3,265 (18 czerwca 1922, São Paulo)[5]
- 3,325 (5 sierpnia 1923, São Paulo)[5]
- 3,51 (7 października 1923, São Paulo)[5]

Rekordzista kraju w skoku w dal:
- 6,315 (27 listopada 1921, São Paulo)[6]

## Rekordy życiowe
- Skok o tyczce – 3,51 (1923)